# Blaxotes
Blaxotes is een kevergeslacht uit de familie van de boktorren (Cerambycidae). De wetenschappelijke naam van het geslacht werd voor het eerst geldig gepubliceerd in 1945 door Mckeown.

## Soorten
Blaxotes is monotypisch en omvat slechts de volgende soort:
- Blaxotes wollastoni (White, 1856)